# エミール・ブルンプト

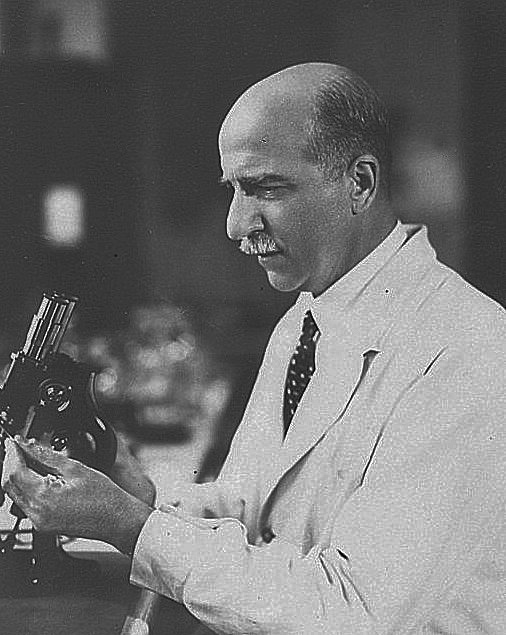
エミール・ブルンプト

エミール・ブルンプト（Alexandre Joseph Émile Brumpt、1877年3月10日 - 1951年7月8日）はフランスの寄生虫学者である。

## 略歴
パリで生まれた。パリ大学で動物学、寄生虫学を学び1901年に学位をえて、1906年に医学博士号を得た。1919年にラファエル・ブランシャール(Raphaël Blanchard)の後を継いで、パリ医学部の寄生虫学の教授となり、1948年までその職にあった。アフリカや南アメリカで寄生虫による疾病の研究を行った。
外因診断法（xenodiagnosis）と呼ばれる、未感染の吸血性の昆虫に患者の血を吸わせた後、昆虫のなかで寄生虫を維持、増殖させて診断する方法を導入した。1935年にニワトリや家畜のマラリアの原因となるマラリア原虫、Plasmodium gallinaceum　を記載した。トリパノソーマ症の媒介生物のツェツェバエの種、Glossina palpalis の研究や、住血吸虫症、シャーガス病、オンコセルカ症、リーシュマニア症など、寄生虫による疾病の広範な研究を行った。真核生物の Blastocystis hominis と Entamoeba dispar を記載し、赤痢アメーバの発症のメカニズムに仮説をたてたが、これは50年ほど後に、分子系統学の方法で証明されるまで、認められなかった。
フランス科学アカデミーから、1910年にサヴィニー賞（Prix Savigny）を受賞した。Plasmodium brumpti や Xenocoeloma brumpti など多くの寄生生物にブルンプトの名が命名され、チョウバエ科の昆虫の属名、Brumptomyia などにも名前がつけられている。
主著は"Précis de Parasitologie"で　1910年から1949年の間に6版が出版された。1922年にフランス動物学会の会長を務めた。ヌヴー＝ラメール（Maurice Neveu-Lemaire）、ランジュロン（Maurice Langeron）と、学術誌、"Annales de Parasitologie Humaine et Comparée" を創刊した。